# Antoni Caba

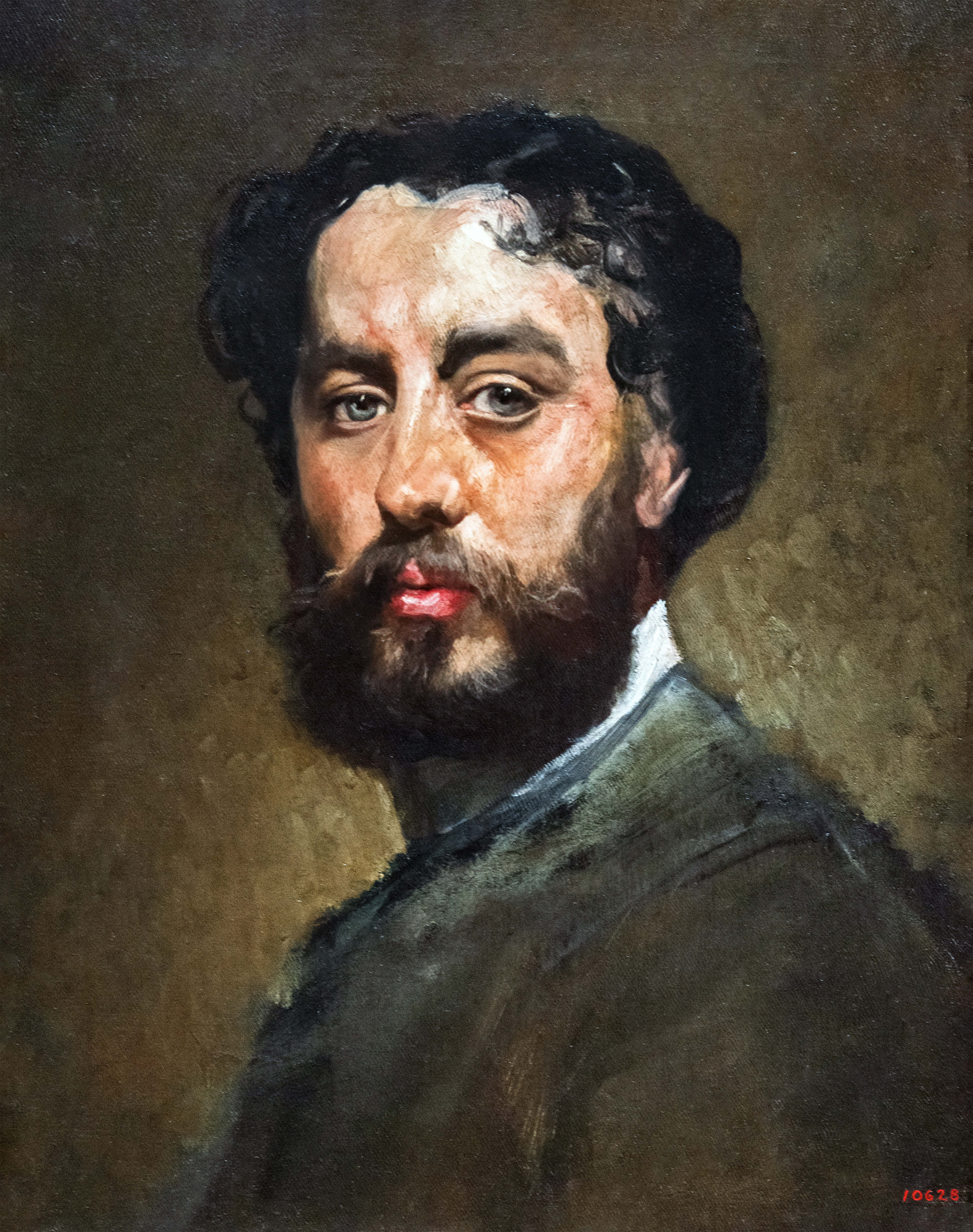
Zelfportret, ca. 1875-1880, Museu Nacional d'Art de Catalunya, Barcelona

Antoni Caba, ook bekend als Antoni Caba i Casamitjana (Barcelona, 1838 – aldaar, 24 januari 1907), was een Catalaans kunstschilder, tekenaar en aquarellist die werkte in realistische stijl en vooral bekend is voor zijn portretten. Hij was professor aan en later directeur van de Escuela de Bellas Artes de Barcelona. 

## Biografie
Over zijn jeugd is weinig bekend. Hij kreeg zijn eerste kunstopleiding aan de Escola de la Llotja in Barcelona waar hij studeerde bij Gabriel Planella, Pau Milà i Fontanals en Claudio Lorenzale, de laatste twee volgers van het Catalaanse romantisme. Bij Pau Milà i Fontanals studeerde hij theorie en geschiedenis van de esthetiek, bij Claudio Lorenzale tekenen en schilderen.

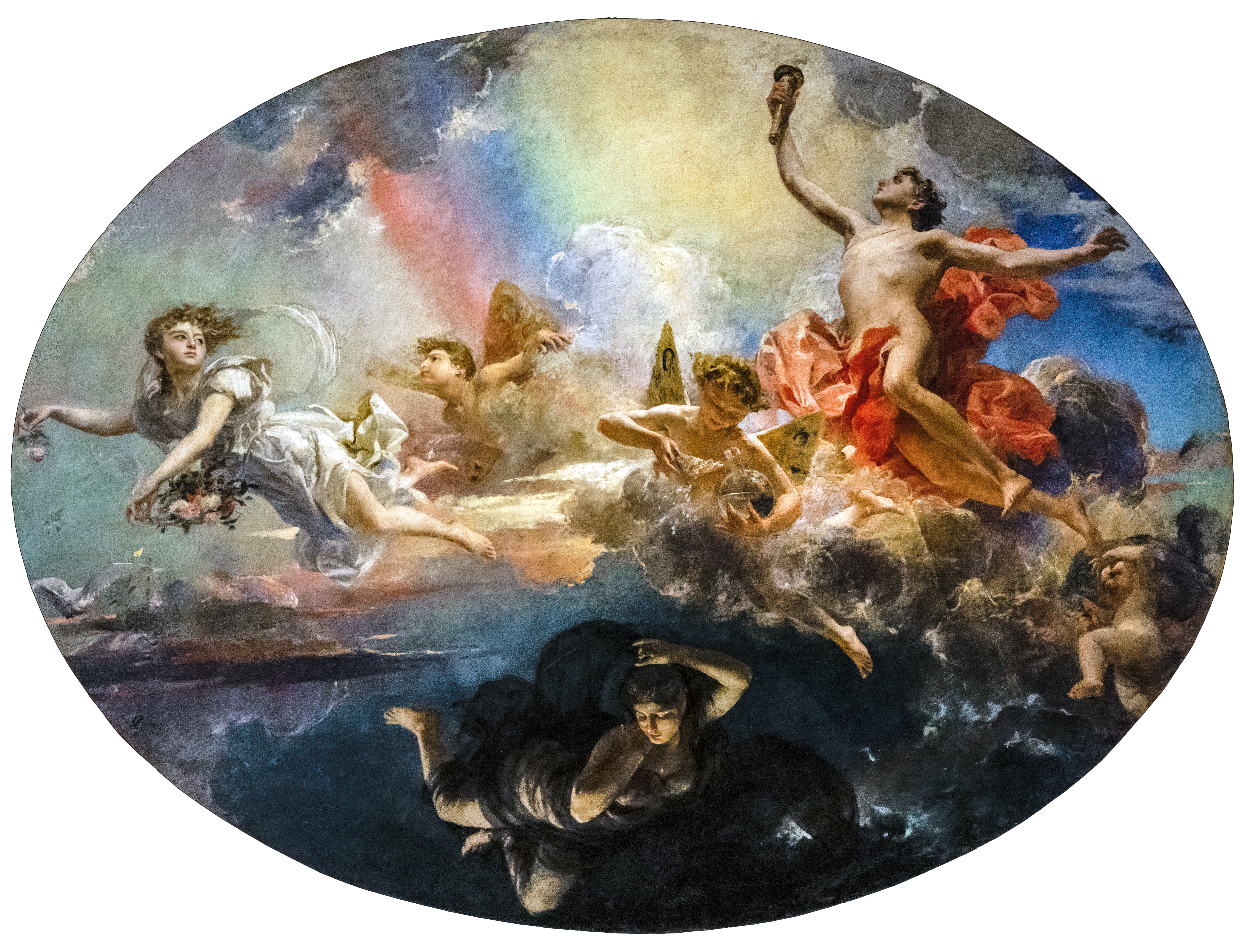
La Aurora el Día y la Noche

In 1861 schilderde hij El Acero de Madrid, geïnspireerd op het werk van Lope de Vega en een van de acht grote medaillons op het plafond van het Gran Teatre del Liceu. In die periode schilderde hij als decorateur La Aurora el Día y la Noche op een plafond in het Brusi-huis en een werk getiteld El Tiempo llevándose la Fortuna y el Amor, pero no la Gloria op een plafond in het palacio Mansana. In die jaren maakte hij ook zijn debuut als illustrator: elf platen in de 'Geschiedenis van Catalonië en de kroon van Aragon' (1860-1863), door Víctor Balaguer i Cirera, gegraveerd door Antoni Roca en Joaquín Furnó zijn gebaseerd op tekeningen en olieverfschilderijen van zijn hand.
Dankzij een beurs van de Provinciale Raad van Barcelona vestigde hij zich in 1863 in Madrid waar hij lessen ging volgen aan de Escuela Especial de Pintura, Escultura y Grabado bij Federico de Madrazo en werkte hij in het atelier van Carlos Luis de Ribera. In 1864 kreeg hij een medaille 2e klasse voor zijn La heroína de Peralada dat door de regering werd verworven voor het toenmalige Museo Nacional de Pintura, nu het Prado.

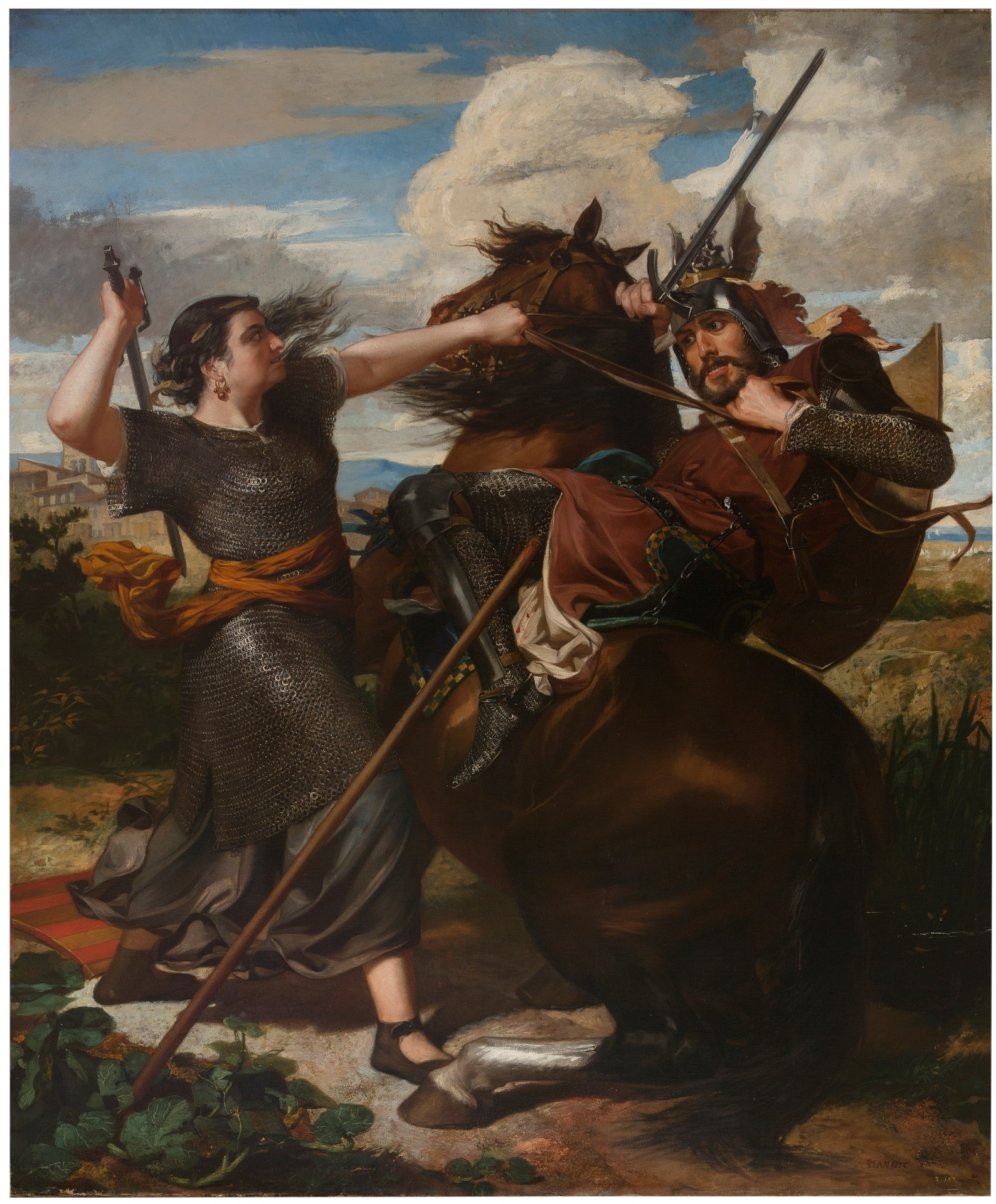
L'heroïna de Peralada, ca. 1864

In 1866 ging hij studeren in Parijs aan de École impériale des Beaux-Arts bij Marc-Charles Gleyre en bij Hippolyte Delaroche in diens atelier. Gedurende zijn reis naar Parijs verbleef hij enige tijd in Rome. In Parijs maakte hij kennis met de toenmalige avant-garde schilders, onder meer met Claude Monet, Pierre-Auguste Renoir en Alfred Sisley. Omdat hij het in Parijs blijkbaar niet kon vinden met de ideologieën en het esthetische dogmatisme van de Nazareners keerde hij terug naar Barcelona waar hij de rest van zijn leven zou wonen en werken. 
Vanaf 1870 was hij een permanent lid van de Academia Provincial de Bellas Artes de Barcelona en werd hij professor aan de Llotja, waar hij in 1870 de leerstoel 'Kleur en Compositie' won, in een competitie met Simó Gómez. Beiden streden voor de aanstelling met een compositie van Judas Iskariot voor het Sanhedrin (Reial Academia Catalana de Belles Arts de Sant Jordi), die door Caba compositorisch en chromatisch op een meer dynamische en gewaagde wijze werd ontworpen. Tussen 1887 en 1901 was hij directeur van de Llotja, maar hij gaf die functie op vanwege gezondheidsproblemen.
Caba nam deel aan talrijke tentoonstellingen en won een gouden medaille op de Exposición Universal de Barcelona in 1888.
Hij was gehuwd met Matilde Buxó de Caba.

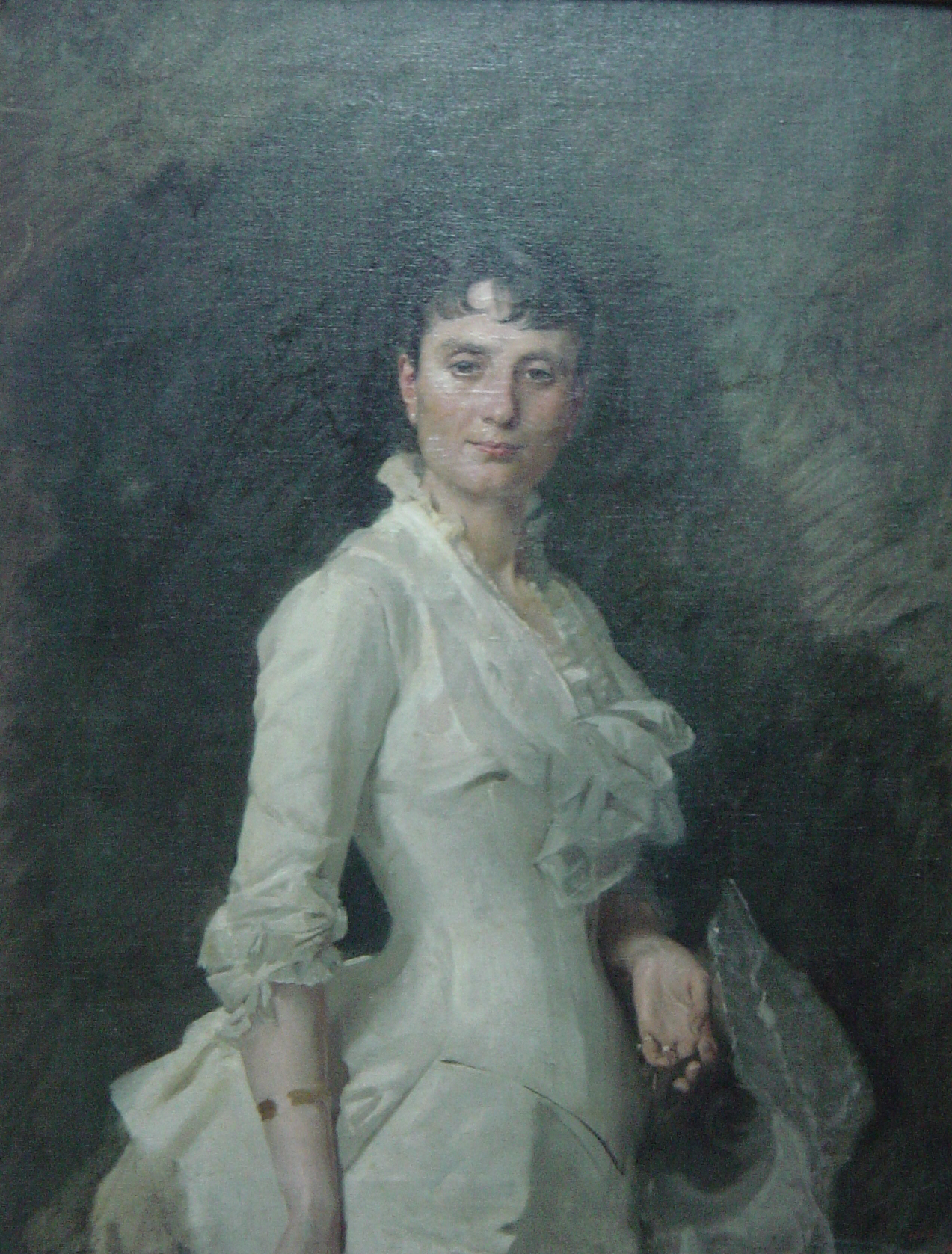
Portret van zijn echtgenote, Matilde Buxó de Caba

## Stijlkenmerken
Caba introduceerde samen met Ramon Marti i Alsina het realisme in de Catalaanse kunst, eerst in academische thema’s en daarna in het historische genre. Hij deed dit onder meer door het nauwkeurig weergeven van texturen, meer dynamische composities, en een minder kunstmatige en lumineuse atmosfeer in zijn werken. Zijn realisme benadert het werk van Gustave Courbet maar hij bleef de inertie van de romantiek in zijn werk behouden.
Cirici-Pellicer (1947) stelde een aantal stilistische fasen in het werk van Caba voor: Vlaamse invloed (1866-1870), neo-Grieks (1871-1874), zijdeachtig (1875-1877), anekdotisch (1878-1881), hard (1882-1886) en fotografisch (1887-1900) en bood daarmee een analysetool aan dat nog steeds gebruikt wordt om zijn werk te bestuderen.
Na zijn studie in Parijs benaderde hij de briljante penseelstreek van Frans Hals, maar wat later ging hij de lijn benadrukken en overstijgt daarmee het beeldvlak, waarmee hij Ingres lijkt op te roepen. Na een fase die lijkt aan te leunen bij de mistige schilderijen van Francesc Masriera of Vicente López, bereikte hij een overgangsfase waarin een zekere belangstelling voor anekdotiek toont en waarin hij ook het aquarel schilderen cultiveerde. In zijn harde fase kiest hij voor een achtergrond die nauwelijks wordt verlicht door het zwakke licht van zijn atelier. Dat licht wordt wel sterk gereflecteerd in de gezichten van de geportretteerde waardoor een duidelijke contourschildering ontstaat uit een wazige penseelstreek. In deze werken kan men kenmerken zien van de nieuwe generatie schilders uit die periode zoals Joan Llimona, Santiago Rusiñol, Dionis Baixeras en Ramon Casas. In zijn laatste fase, waarbij hij een bepaald soort fotografisch realisme beoefent, lijkt hij toe te geven aan de smaak van zijn burgerlijke clientèle, die tevreden is met een maximale gelijkenis van het schilderij en de werkelijkheid, en waarin zijn kleurbereik aanzienlijk toeneemt in vergelijking met de “harde” periode. Het was in de portretkunst dat hij het ideale terrein vond om zijn picturale kunst te tonen op basis van de effecten van het echte licht en de clair-obscur, hij creëerde een belangrijke serie portretten.

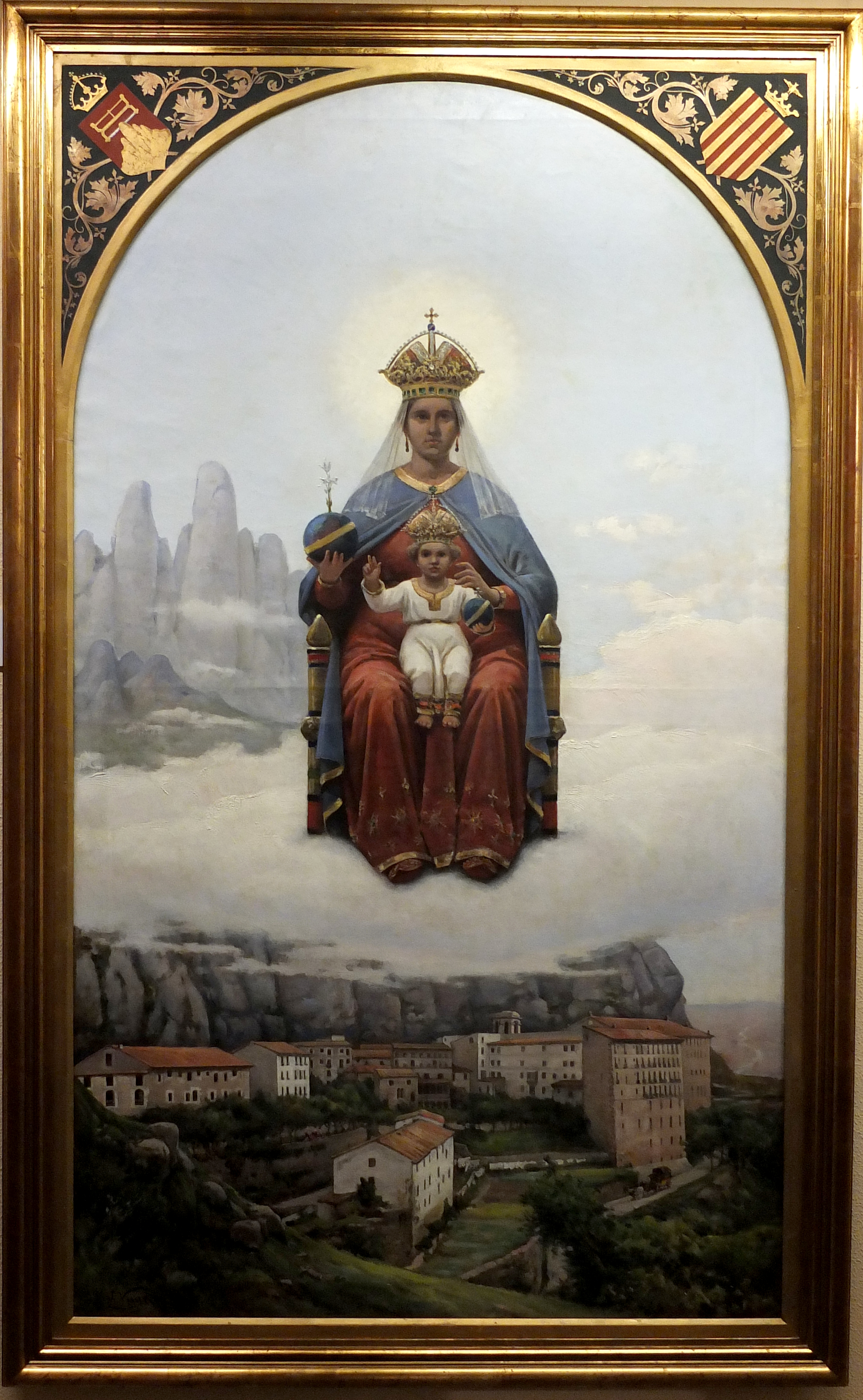
Mare de Déu de Montserrat, 1878

## Werken
Hierbij een lijst van werken die niet behoren tot het portretgenre.
- El Acero de Madrid (schets), ca. 1861;
- El tributo del César (Evangelie van Mattheus: 22), 1863;
- L'heroïna de Peralada.jpg, ca. 1864
- El príncipe Baltasar Carlos de Diego Velázquez, 1866 (kopie);
- Alegoría del Tiempo, la Fortuna y el Amor, 1870;
- Arrepentimiento de Judas/Judas Iscariote ante el Sanhedrín, 1874;
- Purísima Concepción, ca. 1877;
- Mare de Déu de Montserrat, 1878;
- Muchacha con sombrero de paja, 1878
- Els quatre elements, 1882;
- La Aurora el Día y la Noche, 1882
- L'albat Josep Maria Brusi en el seu llit de mort, 1882
- Santo Tomás de Aquino, c. 1886;
- Retrato de una niña, 1891
- Cupido, 1907 ;
- La madre de los Gracos;
- La nena de la rotlla;
- Odalisca;

## Weblinks
- Werken van Antoni Caba op de website van Useum.

- Biblioteca Nacional de España: XX867773
- International Standard Name Identifier: 0000 0000 6640 1043
- RKD-Nederlands Instituut voor Kunstgeschiedenis: 487658
- Union List of Artist Names: 500035434
- Virtual International Authority File: 87718120
- WorldCat: E39PBJxhrgQFGxVPMJyFQhgMyd